# SN 1981D
SN 1981D – supernowa typu Ia* odkryta 13 marca 1981 roku w galaktyce NGC 1316. Jej maksymalna jasność wynosiła 12,59m.